# 星羊社
株式会社星羊社（せいようしゃ）は、横浜市の伊勢佐木町に本社を置く出版社である。

## 歴史
横浜市出身の星山健太郎と、青森県出身の成田希の夫婦2名で運営している。星山と成田は大学院で知り合い、星山は法律事務所に勤務、成田は出版社勤務ののちフリーライターとして、はまれぽ.comなどで執筆活動を行っていた。
イセザキモールの玄関口にある、1926年に建設されたビルの一室を借り、2013年8月に「星羊社」を設立。同年12月には『はま太郎』を創刊した。

## 出版物
会社を設立して間もないころ、夫妻が西区戸部町の酒場「常盤木」のマスターから市民酒場の話を聞いたことをきっかけに、また横浜に根差した出版社が少ないと感じたことから、横浜市内各地の酒場文化を中心とした地域史を柱に決め、2013年12月に雑誌『はま太郎』を創刊した。10号までは隔月刊のペースで発刊され、モノクロの表紙と孔版印刷の誌面、中綴じのミシン製本が特徴であった。酒場で知り合った人が有隣堂伊勢佐木町本店の店長に口利きをしてくれ、同店をはじめ市内中区・西区・南区の一部の書店・飲食店で販売された。2015年には、はま太郎の10号までの市民酒場企画に書き下ろしを加えた単行本『横濱市民酒場グルリと』を出版。これを機に地方・小出版流通センターと出版取次契約し、日本全国での流通が可能となった。『横濱市民酒場グルリと』は、有隣堂売上ランキングで1ヶ月間首位をキープした。『はま太郎』は11号以降カラー化し、部数も500部から2500部に増やした。読者の想像をかき立てるため写真の使用は控えめにし、代わりに成田による挿絵を使用している。
2017年には、成田の出身地である青森市の地域情報誌『めご太郎』を刊行。青森の書店成田本店で週間ランキング上位に入った。
2018年には、野毛町の非公認マスコットキャラクター「のげやまくん」の絵本『のげやまくんとくま』を刊行した。
2021年には、中区宮川町に店舗兼倉庫の「星羊社 stockroom NOGE」をオープン。